# Холод, Григорий Иванович
Григорий Иванович Холод (12 апреля 1903, хутор Байрак, Курская губерния — 24 марта 1977, Грайворон, Белгородская область) — старшина Рабоче-крестьянской Красной Армии, участник Великой Отечественной войны, Герой Советского Союза (1943).

## Биография
Григорий Холод родился 12 апреля 1903 года на хуторе Байрак (ныне — в составе Новостроевского сельского поселения, Грайворонский район Белгородская область). После окончания сельхозтехникума работал в колхозе. В марте 1943 года Холод был призван на службу в Рабоче-крестьянскую Красную Армию. С июня того же года — на фронтах Великой Отечественной войны, был разведчиком 575-го стрелкового полка 161-й стрелковой дивизии 40-й армии Воронежского фронта. Отличился во время битвы за Днепр.
22 сентября 1943 года Холод в составе передового отряда переправился через Днепр в районе села Трахтемиров Каневского района Черкасской области Украинской ССР и принял активное участие в боях за захват, удержание и расширение плацдарма на его западном берегу, позволив переправиться основным силами полка.
Указом Президиума Верховного Совета СССР от 23 октября 1943 года сержант Григорий Холод был удостоен высокого звания Героя Советского Союза с вручением ордена Ленина и медали «Золотая Звезда».
После окончания войны в звании старшины Холод был демобилизован. Проживал и работал в городе Грайворон. Скончался 24 марта 1977 года, похоронен в Грайвороне.
Был также награждён рядом медалей.

## Память
В г. Грайворон на Мемориале памяти герою установлен бюст.